# Formalismus (Chemie)
Ein Formalismus ist in der Chemie ein Modellkonstrukt, das von einfachen Vorstellungen ausgeht und über einfache Handlungsvorschriften Vorhersagen erlaubt. Viele Formalismen haben aufgrund ihrer Einfachheit, ihrer hohen Vorhersagekraft und ihrer breiten Anwendbarkeit große Bedeutung für Chemiker. Formalismen versagen aufgrund ihres Näherungscharakters oftmals bei speziellen Problemen.
Das Wort formal wird neben dem Bezug auf Formalismen auch dann verwendet, wenn deutlich gemacht werden soll, dass eine Vorstellung oder Erklärung zwar bis zu einem gewissen Grad plausibel, aber vereinfacht und/oder nicht real ist.

## Beispiele
Beispiele für Formalismen in der Chemie sind
- Oxidationszahlen (Redoxchemie)
- Formalladungen
- Elektronenpfeile (hauptsächlich organische Chemie)
- Reaktionsordnungen
- Hückel-Molekülorbital-Theorie
- vollständig lokalisierte Bindungen in der Valenzstrukturtheorie, daraus resultierend
  - mesomere Grenzformeln
  - Konzept der lokalisierten Ladung (Ausgangspunkt für Vorhersagen zu Fragmentierungen in der Massenspektrometrie)

## Formale Reaktionen
Formale Reaktionen sind chemische Reaktionen, die in der Realität nicht ablaufen, weil beispielsweise die Reaktanden nicht miteinander reagieren oder weil einer der Reaktanden nicht beständig ist. Sie werden in der Regel zitiert, wenn es ein allgemeines Muster gibt, nachdem Stoffe einer Klasse gebildet werden können, dieses jedoch auf ein spezielles Beispiel nicht anwendbar ist, oder wenn eine Verbindung ein Derivat einer bekannten Grundstruktur darstellt, jedoch nicht aus dieser hergestellt wird.
Beispielsweise entsteht Urethan formal aus der Isocyansäure (unbeständig) und Ethanol, Orthoameisensäuretriethylester aus Orthoameisensäure (unbeständig) und Ethanol. Carbonsäureamide entstehen formal aus Aminen und Carbonsäuren; die Reaktion läuft aber (unter normalem Druck) nicht ab, da die Reaktanden stattdessen in einer Säure-Base-Reaktion ein Salz aus den sehr unreaktiven Ammonium- und Carboxylat-Ionen bilden.